# سجلات وإحصائيات منتخب إنجلترا لكرة القدم
يبدأ تاريخ منتخب إنجلترا، المعروف أيضًا بلقب "الأسود الثلاثة"، من أول مباراة دولية تمثيلية في عام 1870، ثم أول مباراة معترف بها رسميًا بعد ذلك بعامين. شاركت إنجلترا في المقام الأول في بطولة البيت البريطاني خلال العقود التالية. وعلى الرغم من أن الاتحاد الإنجليزي انضم إلى الهيئة الحاكمة الدولية لكرة القدم (الفيفا) عام 1906، إلا أن العلاقة مع الاتحادات البريطانية الأخرى كانت مضطربة. وفي عام 1928، انسحبت الدول البريطانية من الفيفا بسبب خلاف حول المدفوعات للاعبين الهواة، مما أدى إلى غياب إنجلترا عن أول ثلاث نسخ من كأس العالم.
شاركت الأسود الثلاثة لأول مرة في كأس العالم 1950، ومنذ ذلك الحين تأهلت إلى 16 من أصل 19 بطولة نهائية حتى عام 2022. فازت إنجلترا بلقب كأس العالم 1966 على أرضها، مما يجعلها واحدة من ثماني دول فقط فازت بكأس العالم. كما بلغت نصف النهائي في مناسبتين أخريين، في كأس العالم 1990 وكأس العالم 2018. وتم إقصاء إنجلترا من دور ربع النهائي في كأس العالم في سبع مناسبات – أكثر من أي دولة أخرى. فشلت إنجلترا في التأهل إلى النهائيات في كأس العالم 1974، وكأس العالم 1978، وكأس العالم 1994.
تشارك إنجلترا أيضًا في بطولة أمم أوروبا. خلال بطولة أمم أوروبا 2020، وصلت إنجلترا إلى نهائي البطولة للمرة الأولى، واحتلت مركز الوصافة. كما حلت وصيفة في النسخة التالية، في بطولة أمم أوروبا 2024. وبلغت نصف النهائي في بطولة أمم أوروبا 1968 وبطولة أمم أوروبا 1996، والأخيرة أُقيمت على أرض إنجلترا. اللاعب الأكثر تمثيلًا للمنتخب هو بيتر شيلتون برصيد 125 مباراة دولية، والهداف التاريخي هو هاري كين برصيد 71 هدفًا. تشارك إنجلترا في كأس العالم، وبطولة أمم أوروبا، ودوري الأمم الأوروبية. ومع ذلك، وبصفتها دولة مكوّنة من المملكة المتحدة، فإن إنجلترا ليست عضوًا في اللجنة الأولمبية الدولية، لذا فهي غير مؤهلة للمشاركة في الألعاب الأولمبية.
تشمل هذه القائمة الألقاب التي حصل عليها منتخب إنجلترا، والسجلات التي حققها اللاعبون والمدربون من حيث عدد المشاركات والأهداف، كما تسجّل أيضًا أكبر انتصارات إنجلترا.

## الألقاب والإنجازات
المصدر:
البطولات الكبرى
- كأس العالم
  - البطل: 1966

- بطولة أمم أوروبا
  - الوصيف: 2020، 2024
  - المركز الثالث: 1968

- دوري الأمم الأوروبية
  - المركز الثالث: 2019

إقليمية
- بطولة البيت البريطاني
  - البطل (40 مرة): 1887–88، 1889–90، 1890–91، 1891–92، 1892–93، 1894–95، 1897–98، 1898–99، 1900–01، 1902–03، 1903–04، 1904–05، 1908–09، 1910–11، 1912–13، 1929–30، 1930–31، 1931–32، 1934–35، 1937–38، 1946–47، 1947–48، 1949–50، 1953–54، 1954–55، 1956–57، 1960–61، 1964–65، 1965–66، 1967–68، 1968–69، 1970–71، 1972–73، 1974–75، 1977–78، 1978–79، 1981–82، 1982–83]]

- - مشتركة (14 مرة): 1885–86، 1905–06، 1907–08، 1911–12، 1938–39، 1951–52، 1952–53، 1955–56، 1957–58، 1958–59، 1959–60، 1963–64، 1969–70، 1973–74

- كأس روس
  - البطل: 1986، 1988، 1989

ثانوية
- كأس التحدي الإنجليزي
  - البطل: 1991[3]

- بطولة فرنسا
  - البطل: 1997[4]

- بطولة الاتحاد الإنجليزي الصيفية
  - البطل: 2004[5]

جوائز
- كأس العالم:
  - جائزة اللعب النظيف: 1990،[6] 1998 (مشتركة)،[7] 2022[8][9]

- شخصية بي بي سي الرياضية للعام:
  - جائزة فريق العام من بي بي سي سبورت: 1966، 2021[10]

## الأرقام القياسية الفردية

### أرقام اللاعبين

#### المشاركات

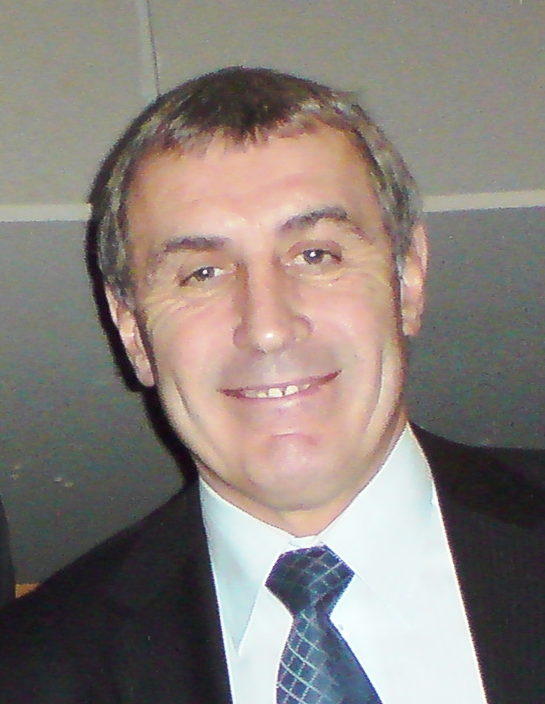
حارس المرمى بيتر شيلتون هو أكثر اللاعبين مشاركة مع إنجلترا برصيد 125 مباراة.

أكثر اللاعبين مشاركة
| الترتيب | اللاعب        | المباريات الدولية | الأهداف | المنصب    | المسيرة   |
| ------- | ------------- | ----------------- | ------- | --------- | --------- |
| 1       | بيتر شيلتون   | 125               | 0       | حارس مرمى | 1970–1990 |
| 2       | واين روني     | 120               | 53      | مهاجم     | 2003–2018 |
| 3       | ديفيد بيكهام  | 115               | 17      | وسط       | 1996–2009 |
| 4       | ستيفن جيرارد  | 114               | 21      | وسط       | 2000–2014 |
| 5       | بوبي مور      | 108               | 2       | مدافع     | 1962–1973 |
| 6       | أشلي كول      | 107               | 0       | مدافع     | 2001–2014 |
| 7       | بوبي تشارلتون | 106               | 49      | وسط       | 1958–1970 |
| 7       | فرانك لامبارد | 106               | 29      | وسط       | 1999–2014 |
| 9       | بيلي رايت     | 105               | 3       | مدافع     | 1946–1959 |
| 9       | هاري كين      | 105               | 71      | مهاجم     | 2015–2025 |

أول لاعب يصل إلى 100 مشاركة
بيلي رايت، 11 أبريل 1959، 1–0 ضد اسكتلندا
أسرع لاعب يصل إلى 100 مشاركة
هاري كين، 9 سنوات و167 يومًا، من 27 مارس 2015 إلى 10 سبتمبر 2024[بحاجة لمصدر]
أكثر المشاركات المتتالية
بيلي رايت، 70، من 3 أكتوبر 1951 إلى 28 مايو 1959
أكثر المشاركات كبديل
جيرمين ديفو، 35، من 31 مارس 2004 إلى 22 يونيو 2017
أكثر المشاركات المتتالية كبديل
أوين هارغريفز، 14، من 1 يونيو 2004 إلى 10 يونيو 2006
أكثر المشاركات كبديل دون بدء أي مباراة
كارلتون كول، 7، من 11 يناير 2009 إلى 3 مارس 2010
أكثر المشاركات دون إكمال مباراة كاملة
تامي أبراهام، 11، من 10 نوفمبر 2017 إلى 11 يونيو 2022
دومينيك كالفيرت ليوين، 11، من 8 أكتوبر 2020 إلى 3 يوليو 2021
أكثر المشاركات في المباريات الرسمية (كأس العالم، بطولات أوروبا، دوري الأمم، والتصفيات)
هاري كين، 89، من 27 مارس 2015 إلى 24 مارس 2025
أطول مسيرة مع إنجلترا
ستانلي ماثيوس، 22 سنة و228 يومًا، من 29 سبتمبر 1934 إلى 15 مايو 1957
أقصر مسيرة مع إنجلترا
ناثانيل شالوبه، أقل من دقيقة، 15 أكتوبر 2018، 3–2 ضد إسبانيا
مارتين كيلي، دقيقتان، 26 مايو 2012، 1–0 ضد النرويج
أكثر المشاركات المتتالية التي شملت كامل مسيرة اللاعب مع إنجلترا
روجير بيرن، 33، من 3 أبريل 1954 إلى 27 نوفمبر 1957[بحاجة لمصدر]
أصغر لاعب
ثيو والكوت، 17 سنة و75 يومًا، 30 مايو 2006، 3–1 ضد المجر
أكبر لاعب عمرًا
ستانلي ماثيوس، 42 سنة و103 أيام، 15 مايو 1957، 4–1 ضد الدنمارك
أكبر لاعب ظهر لأول مرة
الكسندر مورتن، 41 سنة و113 يومًا، 8 مارس 1873، 4–2 ضد اسكتلندا
أكبر لاعب ميداني يظهر لأول مرة
ليزلي كومبتون، 38 سنة و64 يوماً، 15 نوفمبر 1950، 4–2 ضد ويلز
أكثر الظهوريات في نهائيات كأس العالم
بيتر شيلتون، 17، من 16 يونيو 1982 حتى 7 يوليو 1990
أكثر الظهوريات دون اللعب أبداً في نهائيات كأس العالم
داف واتسون، 65، من 3 أبريل 1974 حتى 2 يونيو 1982[بحاجة لمصدر]
الظهور في ثلاث بطولات نهائية لكأس العالم
توم فيني و بيلي رايت، 1950، 1954 و1958
بوبي تشارلتون و بوبي مور، 1962، 1966 و1970
تيري بوتشر، براين روبسون و بيتر شيلتون، 1982، 1986 و1990
ديفيد بيكهام، مايكل أوين و سول كامبل، 1998، 2002 و2006
أشلي كول، 2002، 2006 و2010
ستيفن جيرارد، فرانك لامبارد و واين روني، 2006، 2010 و2014
جوردان هندرسون و رحيم ستيرلينغ، 2014، 2018 و2022
أكثر الاختيارات في التشكيلة بدون لعب في نهائيات كأس العالم
ألان هودجكينسون، 2، 1958 و1962
جورج إيستام، 2، 1962 و1966
فيف أندرسون، 2، 1982 و1986
كريس وودز، 2، 1986 و1990
مارتن كيون و نايجل مارتين، 2، 1998 و2002
ديفيد جيمس، 2، 2002 و2006[بحاجة لمصدر]
نيك بوب، 2، 2018 و2022
أكبر لاعب شارك في نهائيات كأس العالم
بيتر شيلتون، 40 سنة و292 يوماً، 7 يوليو 1990، 1–2 ضد إيطاليا
أكبر لاعب ميداني شارك في نهائيات كأس العالم
ستانلي ماثيوس، 39 سنة و145 يوماً، 26 يونيو 1954، 2–4 ضد الأوروغواي
أصغر لاعب شارك في نهائيات كأس العالم
مايكل أوين، 18 سنة و183 يوماً، 15 يونيو 1998، 2–0 ضد تونس
أكبر لاعب شارك في مباراة تأهيل لكأس العالم
ستانلي ماثيوس، 42 سنة و103 يوماً، 15 مايو 1957، 4–1 ضد الدنمارك
أصغر لاعب شارك في مباراة تأهيل لكأس العالم
جود بيلينغهام، 17 سنة و249 يوماً، 25 مارس 2021، 5–0 ضد سان مارينو
أول لاعب يظهر لأول مرة في نهائيات كأس العالم
لوري هيوز، 25 يونيو 1950، 2–0 ضد تشيلي
آخر لاعب يظهر لأول مرة في نهائيات كأس العالم
ألان كلارك، 7 يونيو 1970، 1–0 ضد تشيكوسلوفاكيا[بحاجة لمصدر]
أكثر الظهوريات في نهائيات كأس الأمم الأوروبية
هاري كين، 18، من 11 يونيو 2016 حتى 14 يوليو 2024
الأكثر ظهورًا دون اللعب أبداً في نهائيات كأس الأمم الأوروبية
ريو فرديناند، 81، من 15 نوفمبر 1997 حتى 4 يونيو 2011[بحاجة لمصدر]
الظهور في ثلاث بطولات نهائية لبطولة الأمم الأوروبية
توني آدمز، 1988، 1996 و2000
آلان شيرر، 1992، 1996 و2000
سول كامبل وغاري نيفيل، 1996، 2000 و2004
ستيفن جيرارد، 2000، 2004 و2012
واين روني، 2004، 2012 و2016
جوردان هندرسون، 2012، 2016 و2020
هاري كين وكايل ووكر، 2016، 2020 و2024
أكثر اللاعبين الذين تم اختيارهم لبطولات أمم أوروبا النهائية دون المشاركة
توني دوريغو، 2، 1988 و1992
إيان والكر، 2، 1996 و2004
دين هندرسون، 2، 2020 و2024
آرون رامسديل، 2، 2020 و2024
أكبر لاعب شارك في نهائيات بطولة أمم أوروبا
بيتر شيلتون، 38 سنة، 271 يوماً، 15 يونيو 1988، 1–3 ضد هولندا
أكبر لاعب ميداني شارك في نهائيات بطولة أمم أوروبا
ستيوارت بيرس، 34 سنة، 63 يوماً، 26 يونيو 1996، 1–1 ضد ألمانيا
أصغر لاعب شارك في نهائيات بطولة أمم أوروباجود بيلينغهام، 17 سنة، 349 يوماً، 13 يونيو 2021، 1–0 ضد كرواتيا
أكبر لاعب شارك في مباراة تصفيات بطولة أمم أوروبا
ديفيد سيمان، 39 سنة، 27 يوماً، 16 أكتوبر 2002، 2–2 ضد مقدونيا الشمالية
أكبر لاعب ميداني شارك في مباراة تصفيات بطولة أمم أوروبا
ستيوارت بيرس، 37 سنة، 137 يوماً، 8 سبتمبر 1999، 0–0 ضد بولندا
أصغر لاعب شارك في مباراة تصفيات بطولة أمم أوروبا
واين روني، 17 سنة، 156 يوماً، 29 مارس 2003، 2–0 ضد ليختنشتاين
اللاعب الوحيد الذي ظهر لأول مرة في نهائيات بطولة أمم أوروبا
تومي رايت، 8 يونيو 1968، 0–1 ضد يوغوسلافيا
أكثر المشاركات مجتمعة في نهائيات كأس العالم وبطولة أمم أوروبا
هاري كين، 28، 11 يونيو 2016 – 14 يوليو 2024
أكثر المشاركات المتتالية كأساسي في نهائيات كأس العالم وبطولة أمم أوروبا
جوردان بيكفورد وجون ستونز، 26، 18 يونيو 2018 – 14 يوليو 2024
أكثر المشاركات بدون اللعب في نهائيات كأس العالم أو بطولة أمم أوروبا
إيملين هيوز، 62، 5 نوفمبر 1969 – 24 مايو 1980
أقل عدد مشاركات إجمالية مع اللعب في كل من نهائيات كأس العالم وبطولة أمم أوروبا
تومي رايت، 11، 8 يونيو 1968 – 7 يونيو 1970
أكثر المشاركات بدون التواجد في تشكيلة نهائيات كأس العالم أو بطولة أمم أوروبا
ميك تشانون، 46، 11 أكتوبر 1972 – 7 سبتمبر 1977
أكثر المشاركات بدون اللعب في مباراة تنافسية
جورج إيستام، 19، 8 مايو 1963 – 3 يوليو 1966
أكثر المشاركات في الدوري البريطاني الداخلي (البطولة البريطانية)
بيلي رايت، 38، 28 سبتمبر 1946 – 11 أبريل 1959
أكثر المشاركات بدون اللعب مع فريق خاسر
ديفيد روكاستلي، 14، 14 سبتمبر 1988 – 17 مايو 1992
أكثر المشاركات بدون اللعب مع فريق فائز
طومي بانكس، 6، 18 مايو 1958 – 4 أكتوبر 1958
أكثر المشاركات ضد منافس واحد
بيلي رايت، 13 ضد أيرلندا الشمالية، 28 سبتمبر 1946 – 4 أكتوبر 1958 وضد إسكتلندا، 12 أبريل 1947 – 11 أبريل 1959
أكثر المشاركات ضد منافس غير بريطاني واحد
ألان بول، 8 ضد ألمانيا، 12 مايو 1965 – 12 مارس 1975
أكثر المشاركات في ملعب ويمبلي القديم
بيتر شيلتون، 52، 25 نوفمبر 1970 – 22 مايو 1990
أكثر المشاركات في ملعب ويمبلي
كايل ووكر، 69، 6 سبتمبر 2011 – 15 يونيو 2024
أكثر عدد من المشاركات على ملعب غير إنجليزي واحد
بيلي رايت، 7، ويندسور بارك، 28 سبتمبر 1946 – 4 أكتوبر 1958
أكثر عدد من المشاركات على ملعب غير بريطاني واحد
غلين هودل وكيني سانسوم، 5، ملعب أزتيكا، 6 يونيو 1985 – 22 يونيو 1986
أكثر عدد من السنوات المتتالية في المشاركات
ديفيد سيمان، 15 سنة، من 1988 حتى 2002
ريو فرديناند، 15 سنة، من 1997 حتى 2011
أكثر عدد من المشاركات في سنة ميلادية واحدة
جاك تشارلتون، 16 مباراة، 1966
هاري كين، 16 مباراة، 2021
أطول فترة بين مشاركتين
إيان كالاهان، 11 سنة و49 يومًا، 20 يوليو 1966 (فوز 2–0 على فرنسا) – 7 سبتمبر 1977 (تعادل 0–0 مع سويسرا)
أكثر عدد من البطولات التي شارك فيها لاعب بشكل متتالٍ
سول كامبل، 6 بطولات، من بطولة أمم أوروبا 1996 حتى كأس العالم 2006
واين روني، 6 بطولات، من بطولة أمم أوروبا 2004 حتى كأس العالم 2014
جوردان هندرسون، 6 بطولات، من بطولة أمم أوروبا 2012 حتى كأس العالم 2022
مشاركات في ثلاثة عقود زمنية مختلفة
سام هاردي وجيسي بينينغتون، عقد 1900، 1910، 1920
ستانلي ماثيوس، عقد 1930، 1940، 1950
بوبي تشارلتون، عقد 1950، 1960، 1970
إيملين هيوز، عقد 1960، 1970، 1980
بيتر شيلتون، عقد 1970، 1980، 1990
توني آدمز وديفيد سيمان، عقد 1980، 1990، 2000
ويس براون، جيمي كاراغر، ريو فرديناند، إيميل هيسكي، ديفيد جيمس وفرانك لامبارد، عقد 1990، 2000، 2010
اللاعب الوحيد الذي شارك في نهائيات كأس العالم أو بطولة أوروبا في ثلاثة عقود مختلفة
توني آدمز، بطولة أمم أوروبا 1988؛ بطولة أمم أوروبا 1996 وكأس العالم 1998؛ بطولة أمم أوروبا 2000
أكثر عدد من المشاركات في نفس الفريق
أشلي كول وستيفن جيرارد، 76 مباراة، من 2001 حتى 2014
أكثر عدد من المشاركات من قبل أخوين
غاري نيفيل وفيل نيفيل، 144 مباراة، من 1995 حتى 2007
أكثر عدد من المشاركات المتتالية لنفس التشكيلة
6 مباريات، من 23 يوليو 1966 حتى 16 نوفمبر 1966
أكثر عدد من المشاركات تحت إدارة مدربين مختلفين
غاريث باري، 8 مدربين، من 31 مايو 2000 حتى 26 مايو 2012
أول مشاركة للاعب لم يسبق له اللعب مع نادٍ إنجليزي
جو ببكر، من نادي هيبرنيان، 18 نوفمبر 1959، فوز 2–1 على أيرلندا الشمالية
أول لاعب يشارك لأول مرة كبديل
نورمان هنتر، 8 ديسمبر 1965، فوز 2–0 على إسبانيا
آخر ظهور للاعب من خارج الدرجة الأولى في بلاده
سام جونستون، 9 أكتوبر 2021، فوز 5–0 على أندورا
أكثر عدد من المشاركات للاعب من خارج الدرجة الأولى في بلاده
جوني هاينز، 32 مباراة، من 2 أكتوبر 1954 حتى 28 مايو 1959
؛ أكثر عدد من المشاركات للاعب من خارج الدرجتين الأعلى في الدوري
ريج ماثيوز، 5، 14 أبريل 1956 – 6 أكتوبر 1956
؛ أكثر عدد من المشاركات للاعب من خارج نظام الدوري الإنجليزي
ديفيد بيكهام، 55، من 20 أغسطس 2003 إلى 14 أكتوبر 2009
؛ لاعبون مثلوا منتخبات أخرى
جون هاولي إدواردز وروبرت إيفانز (ويلز)
جاك رينولدز (لاعب كرة قدم) (أيرلندا)
غوردون هودسون (جنوب أفريقيا)
كين أرمسترونغ (نيوزلندا)
جاكي سيويل (زامبيا)
ويلفريد زاها (ساحل العاج)
ديكلان رايس (جمهورية أيرلندا)
ستيفين كولكر (سيراليون)
؛ أكثر نادٍ قدّم لاعبين لمنتخب إنجلترا على الإطلاق
توتنهام، 80
؛ أكثر نادٍ غير إنجليزي قدّم لاعبين لمنتخب إنجلترا
رينجرز، 7
؛ أكثر عدد من المشاركات حسب كل نادٍ إنجليزي
| النادي                 | اللاعب         | عدد المشاركات (الإجمالي) | أول مباراة – آخر مباراة         |
| ---------------------- | -------------- | ------------------------ | ------------------------------- |
| آرسنال                 | كيني سانسوم    | 77 (86)                  | 10 سبتمبر 1980 – 18 يونيو 1988  |
| أستون فيلا             | غاريث ساوثغيت  | 42 (57)                  | 12 ديسمبر 1995 – 25 مايو 2001   |
| بارنسلي                | جورج أوتلي     | 1                        | 15 فبراير 1913                  |
| برمنغهام               | هاري هيبز      | 25                       | 20 نوفمبر 1929 – 5 فبراير 1936  |
| بلاكبيرن               | بوب كرومبتون   | 41                       | 3 مارس 1902 – 4 أبريل 1914      |
| بلاكبول                | جيمي أرمفيلد   | 43                       | 13 مايو 1959 – 26 يونيو 1966    |
| بولتون واندررز         | لافتهوس        | 33                       | 22 نوفمبر 1950 – 26 نوفمبر 1958 |
| بورنموث                | كالوم ويلسون   | 4 (9)                    | 15 نوفمبر 2018 – 14 أكتوبر 2019 |
| برادفورد سيتي          | إيفلين لينتوت  | 4 (7)                    | 13 فبراير 1909 – 31 مايو 1909   |
| برينتفورد              | إيفان توني     | 6                        | 26 مارس 2023 – 14 يوليو 2024    |
| برايتون أند هوف ألبيون | لويس دانك      | 6                        | 15 نوفمبر 2018 – 3 يونيو 2024   |
| بريستول سيتي           | بيلي ويدلوك    | 26                       | 16 فبراير 1907 – 16 مارس 1914   |
| بريستول روفرز          | جيف برادفورد   | 1                        | 2 أكتوبر 1955                   |
| بيرنلي                 | بوب كيلي       | 11 (14)                  | 10 أبريل 1920 – 4 أبريل 1925    |
| تشارلتون أثلتيك        | لوك يونغ       | 7                        | 28 مايو 2005 – 12 نوفمبر 2005   |
| تشيلسي                 | فرانك لامبارد  | 104 (106)                | 15 أغسطس 2001 – 24 يونيو 2014   |
| كوفنتري سيتي           | ريج ماثيوز     | 5                        | 14 أبريل 1956 – 6 أكتوبر 1956   |
| كرو ألكساندرا          | جون بيرسون     | 1                        | 5 مارس 1892                     |
| كريستال بالاس          | مارك جويهي     | 23                       | 26 مارس 2022 – 24 مارس 2025     |
| ديربي كاونتي           | بيتر شيلتون    | 34 (125)                 | 9 سبتمبر 1987 – 7 يوليو 1990    |
| إيفرتون                | جوردان بيكفورد | 75                       | 10 نوفمبر 2017 – 24 مارس 2025   |
| فولهام                 | جوني هاينز     | 56                       | 2 أكتوبر 1954 – 10 يونيو 1962   |
| غريمسبي تاون           | جاكي بيستال    | 1                        | 6 فبراير 1935                   |
| غريمسبي تاون           | جورج تويدي     | 1                        | 2 ديسمبر 1936                   |
| غريمسبي تاون           | هاري بيتميد    | 1                        | 20 مايو 1937                    |
| هدرسفيلد تاون          | راي ويلسون     | 30 (63)                  | 9 أبريل 1960 – 6 يونيو 1964     |
| إيبسويتش تاون          | تيري بوتشر     | 45 (77)                  | 31 مايو 1980 – 22 يونيو 1986    |
| ليدز                   | جاك تشارلتون   | 35                       | 10 أبريل 1965 – 11 يونيو 1970   |
| ليستر سيتي             | غوردون بانكس   | 37 (73)                  | 6 أبريل 1963 – 15 أبريل 1967    |
| ليتون أورينت           | أوين ويليامز   | 2                        | 21 أكتوبر 1922 – 5 مارس 1923    |
| ليتون أورينت           | جون تاونرو     | 2                        | 4 أبريل 1925 – 1 مارس 1926      |
| ليفربول                | ستيفن جيرارد   | 114                      | 31 مايو 2000 – 24 يونيو 2014    |
| لوتون تاون             | روبرت هوكس     | 5                        | 16 فبراير 1907 – 13 يونيو 1908  |
| لوتون تاون             | بول والش       | 5                        | 12 يونيو 1983 – 2 مايو 1984     |
| مانشستر سيتي           | جون ستونز      | 73 (83)                  | 4 سبتمبر 2016 – 13 أكتوبر 2024  |
| مانشستر يونايتد        | بوبي تشارلتون  | 106                      | 19 أبريل 1958 – 14 يونيو 1970   |
| ميدلزبره               | ويلف مانيون    | 26                       | 28 سبتمبر 1946 – 3 أكتوبر 1951  |
| ميلوول                 | ليونارد غراهام | 2                        | 28 فبراير 1925 – 4 أبريل 1925   |
| ميلوول                 | ريج سميث       | 2                        | 9 نوفمبر 1938 – 16 نوفمبر 1938  |
| نيوكاسل يونايتد        | آلان شيرر      | 35 (63)                  | 1 سبتمبر 1996 – 20 يونيو 2000   |
| نورويتش سيتي           | ديف واتسون     | 6 (12)                   | 10 يونيو 1984 – 23 أبريل 1986   |
| نوتينغهام فورست        | ستيوارت بيرس   | 76 (78)                  | 19 مايو 1987 – 4 يونيو 1997     |
| نوتس كاونتي            | هنري كورشام    | 8                        | 15 مارس 1880 – 23 فبراير 1884   |
| أولدهام أثلتيك         | جاك هاكينغ     | 3                        | 22 أكتوبر 1928 – 13 أبريل 1929  |
| بورتسموث               | جيمي ديكنسون   | 48                       | 18 مايو 1949 – 5 ديسمبر 1956    |
| بريستون نورث إيند      | توم فيني       | 76                       | 28 سبتمبر 1946 – 22 أكتوبر 1958 |
| كوينز بارك رينجرز      | تيري فينويك    | 19 (20)                  | 2 مايو 1984 – 22 يونيو 1986     |
| ريدينغ                 | هربرت سميث     | 4                        | 27 مارس 1905 – 19 مارس 1906     |
| شيفيلد يونايتد         | إرنست نيدهام   | 16                       | 7 أبريل 1894 – 3 مارس 1902      |
| شيفيلد وينزداي         | رون سبرنغيت    | 33                       | 18 نوفمبر 1959 – 29 يونيو 1966  |
| ساوثهامبتون            | بيتر شيلتون    | 49 (125)                 | 22 سبتمبر 1982 – 19 مايو 1987   |
| ستوكبورت كونتي         | هاري هاردي     | 1                        | 8 ديسمبر 1924                   |
| ستوك سيتي              | غوردون بانكس   | 36 (73)                  | 21 أكتوبر 1967 – 27 مايو 1972   |
| سندرلاند               | داف واتسون     | 14 (65)                  | 3 أبريل 1974 – 24 مايو 1975     |
| سويندون تاون           | هارولد فلمنج   | 11                       | 3 أبريل 1909 – 4 أبريل 1914     |
| توتنهام                | هاري كين       | 84 (105)                 | 27 مارس 2015 – 19 يونيو 2023    |
| والسول                 | ألف جونز       | 2 (3)                    | 11 مارس 1882 – 13 مارس 1882     |
| واتفورد                | جون بارنس      | 31 (79)                  | 28 مايو 1983 – 19 مايو 1987     |
| وست بروميتش ألبيون     | جيسي بينينغتون | 25                       | 18 مارس 1907 – 10 أبريل 1920    |
| وست هام يونايتد        | بوبي مور       | 108                      | 20 مايو 1962 – 14 نوفمبر 1973   |
| ويغان                  | إيميل هيسكي    | 7 (62)                   | 8 سبتمبر 2007 – 15 أكتوبر 2008  |
| وولفرهامبتون           | بيلي رايت      | 105                      | 28 سبتمبر 1946 – 28 مايو 1959   |

أكثر عدد من المشاركات مع أندية غير إنجليزية
| النادي            | البلد            | اللاعب         | عدد المشاركات (الإجمالي) | أول مشاركة – آخر مشاركة         |
| ----------------- | ---------------- | -------------- | ------------------------ | ------------------------------- |
| أياكس             | هولندا           | جوردان هندرسون | 2 (83)                   | 21 مارس 2025 – 24 مارس 2025     |
| الاتفاق           | السعودية         | جوردان هندرسون | 4 (83)                   | 9 سبتمبر 2023 – 17 نوفمبر 2023  |
| أتلتيكو مدريد     | إسبانيا          | كيران تريبير   | 19 (54)                  | 7 سبتمبر 2019 – 9 أكتوبر 2021   |
| برشلونة           | إسبانيا          | غاري لينيكر    | 24 (80)                  | 15 أكتوبر 1986 – 7 يونيو 1989   |
| باري              | إيطاليا          | ديفيد بلات     | 10 (62)                  | 11 سبتمبر 1991 – 17 يونيو 1992  |
| بايرن ميونخ       | ألمانيا          | أوين هارغريفز  | 39 (42)                  | 15 أغسطس 2001 – 28 مارس 2007    |
| بوروسيا دورتموند  | ألمانيا          | جود بيلينغهام  | 24 (42)                  | 12 نوفمبر 2020 – 26 مارس 2023   |
| بورصة سبور        | تركيا            | سكوت كارسون    | 1 (4)                    | 15 نوفمبر 2011                  |
| كارديف سيتي       | ويلز             | جاي بوثرويد    | 1                        | 17 نوفمبر 2010                  |
| سلتيك             | إسكتلندا         | فريزر فورستر   | 2 (6)                    | 15 نوفمبر 2013 – 7 يونيو 2014   |
| كولن              | ألمانيا          | توني وودكوك    | 18 (42)                  | 22 نوفمبر 1979 – 5 يوليو 1982   |
| دي سي يونايتد     | الولايات المتحدة | واين روني      | 1 (120)                  | 15 نوفمبر 2018                  |
| هامبورغ           | ألمانيا          | كيفن كيغان     | 25 (63)                  | 8 يونيو 1977 – 18 يونيو 1980    |
| هيبرنيان          | إسكتلندا         | جو ببكر        | 5 (8)                    | 18 نوفمبر 1959 – 22 مايو 1960   |
| إنتر ميلان        | إيطاليا          | بول آينس       | 17 (53)                  | 27 مارس 1996 – 10 يونيو 1997    |
| يوفنتوس           | إيطاليا          | ديفيد بلات     | 10 (62)                  | 9 سبتمبر 1992 – 19 يونيو 1993   |
| لاتسيو            | إيطاليا          | بول غاسكوين    | 12 (57)                  | 14 أكتوبر 1992 – 11 يونيو 1995  |
| لوس أنجلوس غلاكسي | الولايات المتحدة | ديفيد بيكهام   | 14 (115)                 | 22 أغسطس 2007 – 14 أكتوبر 2009  |
| ليل               | فرنسا            | أنجيل غوميز    | 4                        | 7 سبتمبر 2024 – 17 نوفمبر 2024  |
| مارسيليا          | فرنسا            | كريس وادل      | 18 (62)                  | 6 سبتمبر 1989 – 16 أكتوبر 1991  |
| ميلان             | إيطاليا          | راي ويلكينز    | 22 (84)                  | 12 سبتمبر 1984 – 12 نوفمبر 1986 |
| موناكو            | فرنسا            | غلين هودل      | 9 (53)                   | 9 سبتمبر 1987 – 18 يونيو 1988   |
| رينجرز            | إسكتلندا         | تيري بوتشر     | 32 (77)                  | 10 سبتمبر 1986 – 4 يوليو 1990   |
| ريال مدريد        | إسبانيا          | ديفيد بيكهام   | 36 (115)                 | 20 أغسطس 2003 – 6 يونيو 2007    |
| روما              | إيطاليا          | تامي أبراهام   | 5 (11)                   | 17 أغسطس 2021 – 11 يونيو 2022   |
| سامبدوريا         | إيطاليا          | تريفور فرانسيس | 20 (52)                  | 22 سبتمبر 1982 – 23 أبريل 1986  |
| سوانزي سيتي       | ويلز             | جونجو شيلفي    | 5 (6)                    | 5 سبتمبر 2015 – 17 نوفمبر 2015  |
| تورينو            | إيطاليا          | جو هارت        | 5 (75)                   | 4 سبتمبر 2016 – 15 نوفمبر 2016  |
| فيردر بريمن       | ألمانيا          | داف واتسون     | 2 (65)                   | 12 سبتمبر 1979 – 17 أكتوبر 1979 |

التشكيلة الأساسية لإنجلترا بناءً على عدد المشاركات
| رقم | المنصب      | اللاعب        | عدد المشاركات | السنوات   |
| --- | ----------- | ------------- | ------------- | --------- |
| 1   | حارس المرمى | بيتر شيلتون   | 125           | 1970–1990 |
| 2   | ظهير أيمن   | كايل ووكر     | 91            | 2011–2024 |
| 5   | مدافع مركزي | بيلي رايت     | 105           | 1946–1959 |
| 6   | مدافع مركزي | بوبي مور      | 108           | 1962–1973 |
| 3   | ظهير أيسر   | أشلي كول      | 107           | 2001–2014 |
| 7   | وسط ميدان   | ديفيد بيكهام  | 115           | 1996–2009 |
| 4   | وسط ميدان   | ستيفن جيرارد  | 114           | 2000–2014 |
| 8   | وسط ميدان   | فرانك لامبارد | 106           | 1999–2014 |
| 9   | مهاجم       | بوبي تشارلتون | 106           | 1958–1970 |
| 10  | مهاجم       | واين روني     | 120           | 2003–2018 |
| 11  | مهاجم       | هاري كين      | 105           | 2015–2025 |

#### الأهداف

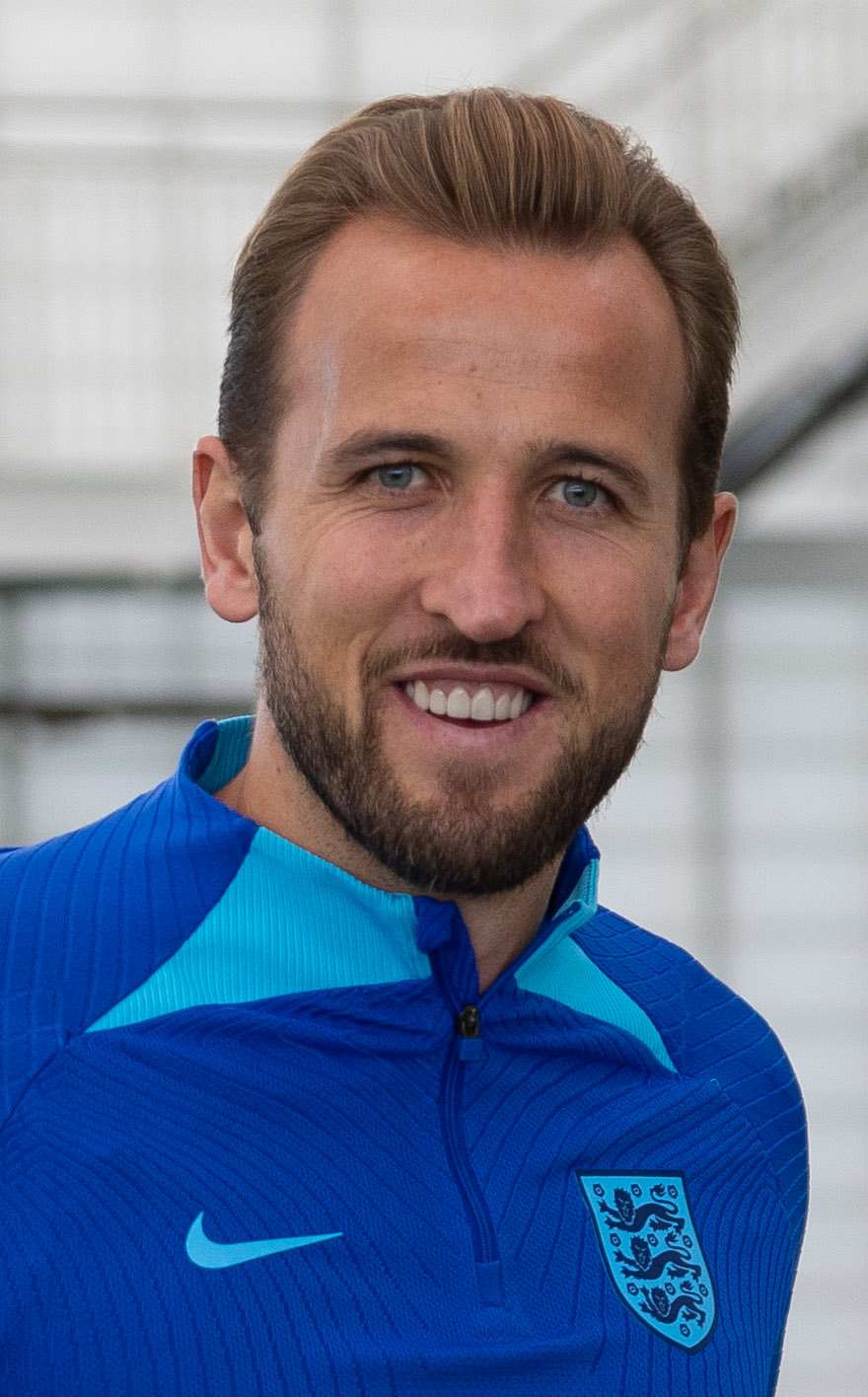
هاري كين هو الهداف التاريخي لمنتخب إنجلترا برصيد 71 هدفًا.

أفضل الهدافين
| الترتيب | اللاعب                  | الأهداف | عدد المباريات | المعدل | Career    |
| ------- | ----------------------- | ------- | ------------- | ------ | --------- |
| 1       | هاري كين                | 71      | 105           | 0.68   | 2015–2025 |
| 2       | واين روني (القائمة)     | 53      | 120           | 0.44   | 2003–2018 |
| 3       | بوبي تشارلتون (القائمة) | 49      | 106           | 0.46   | 1958–1970 |
| 4       | غاري لينيكر             | 48      | 80            | 0.6    | 1984–1992 |
| 5       | جيمي غريفز              | 44      | 57            | 0.77   | 1959–1967 |
| 6       | مايكل أوين              | 40      | 89            | 0.45   | 1998–2008 |
| 7       | نات لافتهوس             | 30      | 33            | 0.91   | 1950–1958 |
| 7       | آلان شيرر               | 30      | 63            | 0.48   | 1992–2000 |
| 7       | توم فيني                | 30      | 76            | 0.39   | 1946–1958 |
| 10      | فيفيان وودوارد          | 29      | 23            | 1.26   | 1903–1911 |
| 10      | فرانك لامبارد           | 29      | 106           | 0.27   | 1999–2014 |

أول هدف
وليام كينيون سلاني، 8 مارس 1873، 4–2 ضد إسكتلندا
أكثر من سجل أهداف
هاري كين، 71، من 27 مارس 2015 حتى 24 مارس 2025
أكثر الأهداف في المباريات التنافسية (كأس العالم، بطولة أوروبا، دوري الأمم، والتصفيات)
هاري كين، 63، من 27 مارس 2015 حتى 24 مارس 2025
أكثر الأهداف في مباراة واحدة
هوارد فاغتون، ستيف بلومر، فيلي هال ومالكوم ماكدونالد، خمسة أهداف لكل منهم
تسجيل أربعة أهداف أو أكثر في مباراة لأكبر عدد من المرات
ستيف بلومر، فيفيان وودوارد، تومي لاوتون، جيمي غريفز وغاري لينيكر، مرتين لكل منهم
تسجيل ثلاثة أهداف أو أكثر في مباراة لأكبر عدد من المرات
جيمي غريفز، ست مرات
التسجيل في أكبر عدد من المباريات الدولية المتتالية
تينسلي ليندلي، 6، من 5 فبراير 1887 حتى 7 أبريل 1888
جيمي ويندريدج، 6، من 16 مارس حتى 13 يونيو 1908
تومي لاوتون، 6، من 22 أكتوبر 1938 حتى 13 مايو 1939
هاري كين، 6، من 7 سبتمبر حتى 17 نوفمبر 2019؛ ومن 4 ديسمبر 2022 حتى 19 يونيو 2023
التسجيل في أكبر عدد من المباريات المتتالية
ستيف بلومر، 10، من 9 مارس 1895 حتى 20 مارس 1899
أكثر المشاركات مع تسجيل هدف في كل مباراة
جورج كامسل، 9، من 9 مايو 1929 حتى 9 مايو 1936
أكثر الأهداف في أول مباراة
هوارد فاغتون، 5، 18 فبراير 1882، 13–0 ضد أيرلندا
أكثر الأهداف في بطولة كأس العالم
غاري لينيكر، 6، كأس العالم 1986
هاري كين، 6، كأس العالم 2018
أكثر الأهداف في مجموع بطولات كأس العالم
غاري لينيكر، 10، من 11 يونيو 1986 حتى 4 يوليو 1990
أكثر الأهداف في حملة تصفيات كأس العالم
هاري كين، 12، كأس العالم 2022
أكثر الأهداف في مباراة نهائية لكأس العالم
جيوف هورست، 3، 30 يوليو 1966، 4–2 ضد ألمانيا
غاري لينيكر، 3، 11 يونيو 1986، 3–0 ضد بولندا
هاري كين، 3، 24 يونيو 2018، 6–1 ضد بنما
أكثر الأهداف في مباراة تصفيات لكأس العالم
جاك راولي، 4، 15 أكتوبر 1949، 9–2 ضد أيرلندا الشمالية
ديفيد بلات، 4، 17 فبراير 1993، 6–0 ضد سان مارينو
إيان رايت، 4، 17 نوفمبر 1993، 7–1 ضد سان مارينو
هاري كين، 4، 15 نوفمبر 2021، 10–0 ضد سان مارينو
أول هدف في مباراة نهائية لكأس العالم
ستان مورتنسن، 25 يونيو 1950، 2–0 ضد تشيلي
أول هدف في حملة تصفيات كأس العالم
ستان مورتنسن، 15 أكتوبر 1949، 4–1 ضد ويلز
أكبر هداف سناً في نهائيات كأس العالم
توم فيني، 36 سنة و64 يومًا، 8 يونيو 1958، 2–2 ضد الاتحاد السوفييتي
أصغر هداف في نهائيات كأس العالم
مايكل أوين، 18 سنة و190 يومًا، 22 يونيو 1998، 1–2 ضد رومانيا
أكبر هداف سناً في مباراة تصفيات كأس العالم
تيدي شيرنغهام، 35 سنة و187 يومًا، 6 أكتوبر 2001، 2–2 ضد اليونان
أصغر هداف في مباراة تصفيات كأس العالم
مايلز لويس سكيلي، 18 سنة و176 يومًا، 21 مارس 2025، 2–0 ضد ألبانيا
أكثر الأهداف في بطولة كأس الأمم الأوروبية
آلان شيرر، 5، بطولة أمم أوروبا 1996
أكثر الأهداف إجمالًا في بطولات كأس الأمم الأوروبية
آلان شيرر، 7، 8 يونيو 1996 – 20 يونيو 2000
هاري كين، 7، 29 يونيو 2021 – 10 يوليو 2024
أكثر الأهداف في حملة تصفيات كأس الأمم الأوروبية
هاري كين، 12، بطولة أمم أوروبا 2020
أكثر الأهداف في مباراة نهائية لكأس الأمم الأوروبية
آلان شيرر، 2، 18 يونيو 1996، 4–1 ضد هولندا
تيدي شيرنغهام، 2، 18 يونيو 1996، 4–1 ضد هولندا
واين روني، 2، 17 يونيو 2004، 3–0 ضد سويسرا و21 يونيو 2004، 4–2 ضد كرواتيا
هاري كين، 2، 3 يوليو 2021، 4–0 ضد أوكرانيا
أكثر الأهداف في مباراة تصفيات كأس الأمم الأوروبية
مالكوم ماكدونالد، 5، 16 أبريل 1975، 5–0 ضد قبرص
أول هدف في مباراة نهائية لكأس الأمم الأوروبية
بوبي تشارلتون، 8 يونيو 1968، 2–0 ضد الاتحاد السوفييت
أول هدف في حملة تصفيات كأس الأمم الأوروبية
رون فلاورز، 3 أكتوبر 1962، 1–1 ضد فرنسا
أكبر هداف سناً في نهائيات كأس الأمم الأوروبية
تريفور بروكنغ، 31 سنة و260 يومًا، 18 يونيو 1980، 2–1 ضد إسبانيا
أصغر هداف في نهائيات كأس الأمم الأوروبية
واين روني، 18 سنة و236 يومًا، 17 يونيو 2004، 3–0 ضد سويسرا
أكبر هداف سناً في مباراة تصفيات كأس الأمم الأوروبية
كايل ووكر، 33 سنة و104 أيام، 9 سبتمبر 2023، 1–1 ضد أوكرانيا
أصغر هداف في مباراة تصفيات كأس الأمم الأوروبية
واين روني، 17 سنة و317 يومًا، 6 سبتمبر 2003، 2–1 ضد مقدونيا الشمالية
أكثر الأهداف في بطولة مباريات الدول المنزلية
ستيف بلومر، 28، 9 مارس 1895 – 6 أبريل 1907
أكثر الأهداف في سنة تقويمية
هاري كين، 16، 2021
أكثر الأهداف في موسم إنجليزي
جيمي غريفز، 13، 1960–61
أكثر الأهداف ضد نفس الخصم
ستيف بلومر، 12 ضد ويلز، 16 مارس 1896 – 18 مارس 1901
أكثر الأهداف ضد نفس الخصم غير البريطاني
فيفيان وودوارد، 8 ضد النمسا، 6 يونيو 1908 – 1 يونيو 1909
أكثر الأهداف من ركلات جزاء
هاري كين، 23، 13 يونيو 2017 – 17 نوفمبر 2024
أكثر ركلات جزاء تم تسجيلها في مباراة
توم فيني، 2، 14 مايو 1950، 5–2 ضد البرتغال
جيوف هورست، 2، 13 مارس 1969، 5–0 ضد فرنسا
غاري لينيكر، 2، 1 يوليو 1990، 3–2 ضد الكاميرون
هاري كين، 2، 24 يونيو 2018، 6–1 ضد بنما، 7 سبتمبر 2019، 4–0 ضد بلغاريا و 15 نوفمبر 2021، 10–0 ضد سان مارينو
أكثر أهداف في ركلات جزاء ترجيحية (كرة القدم)
مايكل أوين، ديفيد بلات و آلان شيرر، 3
أكثر أهداف سجلها مدافع
هاري ماغواير، 7، 7 يوليو 2018 – 15 نوفمبر 2021
أكبر هداف سناً
ستانلي ماثيوس، 41 سنة، 248 يومًا، 6 أكتوبر 1956، 1–1 ضد أيرلندا الشمالية
أكبر هداف سناً في أول مباراة
جيمس مور، 34 سنة، 114 يومًا، 21 مايو 1923، 4–2 ضد السويد
أصغر هداف
واين روني، 17 سنة، 317 يومًا، 6 سبتمبر 2003، 2–1 ضد مقدونيا الشمالية
أصغر هداف في أول مباراة
مايلز لويس سكيلي، 18 سنة، 176 يومًا، 21 مارس 2025، 2–0 ضد ألبانيا
أول هدف من لاعب بديل
جيمي مولين، 18 مايو 1950، 4–1 ضد بلجيكا
أسرع هدف من انطلاق المباراة
تومي لاوتون، 17 ثانية، 25 مايو 1947، 10–0 ضد البرتغال
أسرع هدف في ملعب ويمبلي القديم
براين روبسون، 38 ثانية، 13 ديسمبر 1989، 2–1 ضد يوغوسلافيا
أسرع هدف في نهائيات كأس العالم
براين روبسون، 27 ثانية، 16 يونيو 1982، 3–1 ضد فرنسا
أسرع هدف في نهائيات بطولة أمم أوروبا
لوك شاو، دقيقة واحدة و57 ثانية، 11 يوليو 2021، 1–1 ضد إيطاليا
أسرع هدف من لاعب بديل
تيدي شيرنغهام، 15 ثانية، 6 أكتوبر 2001، 2–2 ضد اليونان، تصفيات كأس العالم 2002
أول لاعب يسجل هاتريك
ديغر براون وهوارد فاغتون، 18 فبراير 1882، 13–0 ضد أيرلندا
أكبر لاعب يسجل هاتريك
غاري لينيكر، 30 سنة، 194 يومًا، 12 يونيو 1991، 4–2 ضد ماليزيا
أصغر لاعب يسجل هاتريك
ثيو والكوت، 19 سنة، 178 يومًا، 10 سبتمبر 2008، 4–1 ضد كرواتيا
أكثر لاعب ميداني ظهورًا في المباريات بدون تسجيل هدف
أشلي كول، 107، 28 مارس 2001 – 5 مارس 2014
أكثر عدد من الهدافين في مباراة واحدة
7، 15 ديسمبر 1982، 9–0 ضد لوكسمبورغ
7، 22 مارس 2013، 8–0 ضد سان مارينو
7، 15 نوفمبر 2021، 10–0 ضد سان مارينو
التسجيل في ثلاث عقود منفصلة
ستانلي ماثيوس، عقد 1930، 1940، 1950
بوبي تشارلتون، عقد 1950، 1960، 1970
أكثر البطولات المتتالية التي سجل فيها اللاعبون أهدافًا
مايكل أوين، 4، ضد رومانيا والأرجنتين، كأس العالم 1998؛ ضد رومانيا، بطولة أمم أوروبا 2000؛ ضد الدنمارك والبرازيل، كأس العالم 2002؛ ضد البرتغال، بطولة أمم أوروبا 2004
هاري كين، 4، ضد تونس، بنما وكولومبيا، كأس العالم 2018؛ ضد ألمانيا، أوكرانيا والدنمارك، بطولة أمم أوروبا 2020؛ ضد السنغال وفرنسا، كأس العالم 2022؛ ضد الدنمارك، سلوفاكيا وهولندا، بطولة أمم أوروبا 2024
أطول فترة فاصلة بين هدفين
توني آدمز، 11 سنة و196 يومًا، 16 نوفمبر 1988، 1–1 ضد السعودية – 31 مايو 2000، 2–0 ضد أوكرانيا
آخر لاعب إنجليزي سجل هدفًا في ملعب ويمبلي القديم
توني آدمز، 31 مايو 2000، 2–0 ضد أوكرانيا
أول لاعب إنجليزي سجل هدفًا في ملعب ويمبلي
جون تيري، 1 يونيو 2007، 1–1 ضد البرازيل
أعلى معدل تهديفي بالنسبة للمباريات
جورج كامسل، 18 هدفًا في 9 مباريات، بمعدل 2.0 هدف في المباراة الواحدة.
أكثر عدد من الأهداف سجلها لاعب من خارج الدرجة الأولى في بلاده
فيفيان وودوارد، 29، من 14 فبراير 1903 إلى 3 مارس 1911
أكثر عدد من الأهداف سجلها لاعب من خارج الدرجتين الأولى والثانية
تومي لاوتون، جو باين وبيتر تايلور، جميعهم سجلوا هدفين
أكثر عدد من الأهداف سجلها لاعب من خارج نظام الدوري الإنجليزي
ديفيد بلات، 19، من 17 مايو 1992 إلى 8 يونيو 1995
أكثر عدد من الأهداف لكل نادٍ إنجليزي
| النادي               | اللاعب        | الأهداف (الإجمالي) | أول هدف – آخر هدف               |
| -------------------- | ------------- | ------------------ | ------------------------------- |
| أرسنال               | كليف باستين   | 12                 | 13 مايو 1933 – 26 مايو 1938     |
| أرسنال               | بوكايو ساكا   | 12                 | 2 يونيو 2021 – 6 يوليو 2024     |
| أستون فيلا           | ويليام ووكر   | 9                  | 23 أكتوبر 1920 – 12 فبراير 1927 |
| برمنغهام سيتي        | جو برادفورد   | 7                  | 20 أكتوبر 1923 – 22 نوفمبر 1930 |
| بلاكبيرن روفرز       | بريان دوغلاس  | 11                 | 19 أبريل 1958 – 5 يونيو 1963    |
| بلاكبول              | ستان مورتنسن  | 23                 | 25 مايو 1947 – 25 نوفمبر 1953   |
| بولتون واندررز       | لافتهوس       | 30                 | 22 نوفمبر 1950 – 22 أكتوبر 1958 |
| بورنموث              | كالوم ويلسون  | 1 (2)              | 15 نوفمبر 2018                  |
| برينتفورد            | إيفان توني    | 1                  | 26 مارس 2024                    |
| بريستول سيتي         | جون أتيو      | 5                  | 30 نوفمبر 1955 – 19 مايو 1957   |
| بريستول روفرز        | جيف برادفورد  | 1                  | 2 أكتوبر 1955                   |
| بيرنلي               | بوب كيلي      | 6 (8)              | 10 أبريل 1920 – 22 أكتوبر 1924  |
| تشارلتون أثلتيك      | هارولد ميلر   | 1                  | 24 مايو 1923                    |
| تشارلتون أثلتيك      | هارولد هوبيس  | 1                  | 9 مايو 1936                     |
| تشارلتون أثلتيك      | دون ويلش      | 1                  | 24 مايو 1939                    |
| تشيلسي               | فرانك لامبارد | 29                 | 20 أغسطس 2003 – 29 مايو 2013    |
| كريستال بالاس        | بيتر تايلور   | 2                  | 24 مارس 1976 – 8 مايو 1976      |
| ديربي كاونتي         | ستيف بلومر    | 27 (28)            | 9 مارس 1895 – 25 فبراير 1905    |
| إيفرتون              | ديكسي دين     | 18                 | 12 فبراير 1927 – 9 ديسمبر 1931  |
| نادي فولهام          | جوني هاينز    | 18                 | 2 أكتوبر 1954 – 15 أبريل 1961   |
| هدرسفيلد تاون        | جورج براون    | 5                  | 20 أكتوبر 1926 – 26 مايو 1927   |
| إيبسويتش تاون        | بول مارينر    | 13                 | 12 أكتوبر 1977 – 16 نوفمبر 1983 |
| ليدز يونايتد         | ألان كلارك    | 10                 | 11 يونيو 1970 – 17 أكتوبر 1973  |
| ليستر سيتي           | جيمي فاردي    | 6                  | 26 مارس 2016 – 26 مارس 2017     |
| ليفربول              | مايكل أوين    | 26 (40)            | 27 مايو 1998 – 24 يونيو 2004    |
| لوتون تاون           | جو باين       | 2                  | 20 مايو 1937                    |
| مانشستر سيتي         | رحيم ستيرلينغ | 17 (20)            | 15 أكتوبر 2018 – 29 مارس 2022   |
| مانشستر يونايتد      | بوبي تشارلتون | 49                 | 19 أبريل 1958 – 20 مايو 1970    |
| ميدلزبره             | جورج كامسل    | 18                 | 9 مايو 1929 – 9 مايو 1936       |
| ميلوول               | ريج سميث      | 2                  | 9 نوفمبر 1938                   |
| نيوكاسل يونايتد      | آلان شيرر     | 20 (30)            | 1 سبتمبر 1996 – 20 يونيو 2000   |
| نوتينغهام فورست      | ستيوارت بيرس  | 5                  | 25 أبريل 1990 – 15 نوفمبر 1995  |
| نوتس كاونتي          | هنري كورشام   | 5                  | 18 فبراير 1882 – 23 فبراير 1884 |
| بورتسموث             | جاك سميث      | 4                  | 17 أكتوبر 1931 – 9 ديسمبر 1931  |
| بريستون نورث إيند    | توم فيني      | 30                 | 28 سبتمبر 1946 – 4 أكتوبر 1958  |
| كوينز بارك رينجرز    | جيري فرنسيس   | 3                  | 24 مايو 1975 – 11 مايو 1976     |
| كوينز بارك رينجرز    | ليس فيرديناند | 3 (5)              | 17 فبراير 1993 – 17 نوفمبر 1993 |
| شيفيلد يونايتد       | إيرنست نيدهام | 3                  | 29 مارس 1897 – 18 مارس 1901     |
| شيفيلد يونايتد       | كولن غرينجر   | 3                  | 9 مايو 1956 – 26 مايو 1956      |
| شيفيلد وينزداي       | فريد سبيكسلي  | 5                  | 13 مارس 1893 – 3 مارس 1894      |
| ساوثهامبتون          | ميك تشانون    | 21                 | 14 فبراير 1973 – 4 يونيو 1977   |
| ستوك سيتي            | ستانلي ماثيوس | 8 (11)             | 29 سبتمبر 1934 – 16 نوفمبر 1938 |
| ستوك سيتي            | فريدي ستيل    | 8                  | 17 أبريل 1937 – 20 مايو 1937    |
| سندرلاند             | جورج هولي     | 8                  | 15 مارس 1909 – 23 مارس 1912     |
| سويندون تاون         | هارولد فلمنج  | 9                  | 29 مايو 1909 – 4 أبريل 1914     |
| توتنهام              | هاري كين      | 58 (71)            | 27 مارس 2015 – 19 يونيو 2023    |
| واتفورد              | لوثر بليسيت   | 3                  | 15 ديسمبر 1982                  |
| واتفورد              | جون بارنس     | 3 (11)             | 10 يونيو 1984 – 14 نوفمبر 1984  |
| وست بروميتش ألبيون   | بيلي باسيت    | 8                  | 23 فبراير 1889 – 4 أبريل 1896   |
| وست بروميتش ألبيون   | ديريك كيفان   | 8                  | 6 أبريل 1957 – 28 مايو 1959     |
| وست هام يونايتد      | جيوف هورست    | 24                 | 2 أبريل 1966 – 1 ديسمبر 1971    |
| وولفرهامبتون واندررز | دينيس ويلشاو  | 10                 | 10 أكتوبر 1953 – 20 مايو 1956   |
| وولفرهامبتون واندررز | رون فلاورز    | 10                 | 28 مايو 1959 – 3 أكتوبر 1962    |

أكثر الأهداف مع الأندية غير الإنجليزية
| النادي           | الدولة   | اللاعب       | الأهداف (الإجمالي) | أول هدف – آخر هدف               |
| ---------------- | -------- | ------------ | ------------------ | ------------------------------- |
| برشلونة          | إسبانيا  | غاري لينيكر  | 17 (48)            | 15 أكتوبر 1986 – 7 يونيو 1989   |
| باري             | إيطاليا  | ديفيد بلات   | 4 (27)             | 17 مايو 1992 – 17 يونيو 1992    |
| بايرن ميونخ      | ألمانيا  | هاري كين     | 13 (71)            | 12 سبتمبر 2023 – 24 مارس 2025   |
| بوروسيا دورتموند | ألمانيا  | جيدون سانشو  | 3                  | 10 سبتمبر 2019 – 12 نوفمبر 2020 |
| كولن             | ألمانيا  | توني وودكوك  | 5 (16)             | 26 مارس 1980 – 25 مايو 1982     |
| هامبورغ          | ألمانيا  | كيفن كيغان   | 12 (21)            | 16 نوفمبر 1977 – 13 مايو 1980   |
| هيبرنيان         | إسكتلندا | جو ببكر      | 1 (3)              | 18 نوفمبر 1959                  |
| إنتر ميلان       | إيطاليا  | جيري هيتشنز  | 2 (5)              | 9 مايو 1962 – 10 يونيو 1962     |
| يوفنتوس          | إيطاليا  | ديفيد بلات   | 9 (27)             | 14 أكتوبر 1992 – 19 يونيو 1993  |
| لاتسيو           | إيطاليا  | بول غاسكوين  | 4 (10)             | 18 نوفمبر 1992 – 8 سبتمبر 1993  |
| مارسيليا         | فرنسا    | تريفور ستيفن | 1 (4)              | 29 أبريل 1992                   |
| ميلان            | إيطاليا  | مارك هاتيلي  | 8 (9)              | 17 أكتوبر 1984 – 24 مايو 1986   |
| رينجرز           | إسكتلندا | بول غاسكوين  | 4 (10)             | 23 مايو 1996 – 10 سبتمبر 1997   |
| ريال مدريد       | إسبانيا  | ديفيد بيكهام | 6 (17)             | 20 أغسطس 2003 – 25 يونيو 2006   |
| ريال مدريد       | إسبانيا  | مايكل أوين   | 6 (40)             | 18 أغسطس 2004 – 31 مايو 2005    |
| روما             | إيطاليا  | تامي أبراهام | 2 (3)              | 17 أغسطس 2021 – 15 نوفمبر 2021  |
| سامبدوريا        | إيطاليا  | ديفيد بلات   | 6 (27)             | 9 مارس 1994 – 8 يونيو 1995      |

#### الشباك النظيفة
أكثر عدد من المباريات بشباك نظيفة
| الترتيب | اللاعب         | الشباك النظيفة | عدد المباريات الدولية | المعدل | المسيرة   |
| ------- | -------------- | -------------- | --------------------- | ------ | --------- |
| 1       | بيتر شيلتون    | 66             | 125                   | 0.53   | 1970–1990 |
| 2       | جو هارت        | 43             | 75                    | 0.57   | 2008–2017 |
| 3       | ديفيد سيمان    | 40             | 75                    | 0.53   | 1988–2002 |
| 4       | جوردان بيكفورد | 37             | 75                    | 0.49   | 2017–2025 |
| 5       | غوردون بانكس   | 35             | 73                    | 0.48   | 1963–1972 |
| 6       | راي كليمينس    | 27             | 61                    | 0.44   | 1972–1983 |
| 7       | كريس وودز      | 26             | 43                    | 0.6    | 1985–1993 |
| 8       | بول روبنسون    | 24             | 41                    | 0.59   | 2003–2007 |
| 9       | ديفيد جيمس     | 21             | 53                    | 0.4    | 1997–2010 |
| 10      | نايجل مارتين   | 13             | 23                    | 0.57   | 1992–2002 |

#### قادة المنتخب
أول قائد
كوثبرت أوتاواي، 30 نوفمبر 1872، التعادل 0–0 ضد إسكتلندا
الأكثر خوضًا للمباريات كقائد
بيلي رايت، 90 مباراة، من 9 أكتوبر 1948 إلى 28 مايو 1959
بوبي مور، 90 مباراة، من 29 مايو 1963 إلى 14 نوفمبر 1973
الأكثر خوضًا للمباريات، جميعها كقائد
جورج هاردويك، 13 مباراة، من 28 سبتمبر 1946 إلى 10 أبريل 1948
أصغر من تولى القيادة
بوبي مور، بعمر 22 سنة و47 يومًا، 29 مايو 1963، الفوز 4–2 ضد تشيكوسلوفاكيا
أكبر من تولى القيادة
الكسندر مورتن، بعمر 41 سنة و113 يومًا، 8 مارس 1873، الفوز 4–2 ضد إسكتلندا
آخر لاعب كان قائدًا في ظهوره الدولي الوحيد
كلاودي أشتون، 24 أكتوبر 1925، التعادل 0–0 ضد أيرلندا

#### الانضباط
أكثر عدد من البطاقات الصفراء
ديفيد بيكهام، 19 بطاقة
أكثر عدد من البطاقات الحمراء
ديفيد بيكهام وواين روني، بطاقتان لكل منهما
قائمة بجميع لاعبي إنجلترا الذين طُردوا
آخر تحديث 17 أكتوبر 2023.
| اللاعب        | التاريخ        | ضد               | الموقع                       | النتيجة | المناسبة                     |
| ------------- | -------------- | ---------------- | ---------------------------- | ------- | ---------------------------- |
| ألان مولري    | 5 يونيو 1968   | يوغوسلافيا       | أرتيميو فرانكي، فلورنسا      | 0–1     | بطولة أمم أوروبا 1968        |
| ألان بول      | 6 يونيو 1973   | بولندا           | سيليزيا، خوجوف               | 0–2     | كأس العالم 1974              |
| تريفور تشيري  | 12 يونيو 1977  | الأرجنتين        | بوينس آيرس                   | 1–1     | ودية                         |
| راي ويلكينز   | 6 يونيو 1986   | المغرب           | تيكنولوجيكو، مونتيري         | 0–0     | كأس العالم 1986              |
| ديفيد بيكهام  | 30 يونيو 1998  | الأرجنتين        | جوفروا غيشار، سانت إتيان     | 2–2     | كأس العالم 1998              |
| بول آينس      | 5 سبتمبر 1998  | السويد           | روسوندا، سولنا               | 1–2     | تصفيات بطولة أمم أوروبا 2000 |
| بول سكولز     | 5 يونيو 1999   | السويد           | ويمبلي القديم، لندن          | 0–0     | تصفيات بطولة أمم أوروبا 2000 |
| ديفيد باتي    | 8 سبتمبر 1999  | بولندا           | ملعب الجيش البولندي، وارسو   | 0–0     | تصفيات بطولة أمم أوروبا 2000 |
| آلان سميث     | 16 أكتوبر 2002 | مقدونيا الشمالية | ساينت ماري، ساوثهامبتون      | 2–2     | تصفيات بطولة أمم أوروبا 2004 |
| ديفيد بيكهام  | 8 أكتوبر 2005  | النمسا           | أولد ترافورد، مانشستر        | 1–0     | تصفيات كأس العالم 2006       |
| واين روني     | 1 يوليو 2006   | البرتغال         | فيلتينس أرينا، غلزنكيرشن     | 0–0     | كأس العالم 2006              |
| روبرت غرين    | 10 أكتوبر 2009 | أوكرانيا         | دنيبرو أرينا، دنبرو          | 0–1     | كأس العالم 2010              |
| واين روني     | 7 أكتوبر 2011  | الجبل الأسود     | مدينة بودغوريتسا، بودغوريتسا | 2–2     | أوروبا                       |
| ستيفن جيرارد  | 11 سبتمبر 2012 | أوكرانيا         | ويمبلي، لندن                 | 1–1     | كأس العالم 2014              |
| رحيم ستيرلينغ | 4 يونيو 2014   | الإكوادور        | هارد روك، ميامي              | 2–2     | ودية                         |
| كايل ووكر     | 5 سبتمبر 2020  | آيسلندا          | لاوغاردالسفولور، ريكيافيك    | 1–0     | دوري الأمم الأوروبية 2020–21 |
| هاري ماغواير  | 14 أكتوبر 2020 | الدنمارك         | ويمبلي، لندن                 | 0–1     | دوري الأمم الأوروبية 2020–21 |
| رييس جيمس     | 14 أكتوبر 2020 | الدنمارك         | ملعب ويمبلي، لندن            | 0–1     | دوري الأمم الأوروبية 2020–21 |
| جون ستونز     | 14 يونيو 2022  | المجر            | استاد مولينيو، ولفرهامبتن    | 0–4     | دوري الأمم الأوروبية 2022–23 |
| لوك شاو       | 23 مارس 2023   | إيطاليا          | ملعب دييغو مارادونا، نابولي  | 2–1     | بطولة أمم أوروبا 2024        |

## سجلات الفريق
أكبر فوز
13–0 ضد أيرلندا، 18 فبراير 1882
أثقل هزيمة
1–7 ضد المجر، 23 مايو 1954
أكبر فوز داخل الأرض
13–2 ضد أيرلندا، 18 فبراير 1899
أثقل هزيمة على أرض الوطن
1–6 ضد إسكتلندا، 12 مارس 1881
أكبر فوز في نهائيات كأس العالم
6–1 ضد بنما، 24 يونيو 2018
أثقل هزيمة في نهائيات كأس العالم
1–4 ضد ألمانيا، 27 يونيو 2010
أكبر فوز في نهائيات بطولة أوروبا
4–0 ضد أوكرانيا، 3 يوليو 2021
أثقل هزيمة في نهائيات بطولة أوروبا
1–3 ضد هولندا، 15 يونيو 1988
1–3 ضد الاتحاد السوفيتي، 18 يونيو 1988
أكبر فوز في مباراة دولية رسمية (كأس العالم، بطولة أوروبا، دوري الأمم، والتصفيات)
10–0 ضد سان مارينو، 15 نوفمبر 2021
أثقل هزيمة في مباراة دولية رسمية (كأس العالم، بطولة أوروبا، دوري الأمم، والتصفيات)
0–4 ضد المجر، 14 يونيو 2022
أول هزيمة أمام فريق غير بريطاني
3–4 ضد إسبانيا، 15 مايو 1929
أول هزيمة أمام فريق غير بريطاني على أرض الوطن
0–2 ضد جمهورية أيرلندا، 21 سبتمبر 1949
أول هزيمة أمام فريق غير أوروبي
0–1 ضد الولايات المتحدة، 29 يونيو 1950
أكثر عدد انتصارات متتالية
10، من 6 يونيو 1908 ضد النمسا – 1 يونيو 1909 ضد النمسا
أكثر عدد انتصارات متتالية في مباريات رسمية (كأس العالم، بطولة أوروبا، والتصفيات)
10، من 7 سبتمبر 2014 ضد سويسرا – 12 أكتوبر 2015 ضد ليتوانيا
أكثر عدد مباريات متتالية بدون هزيمة
22، من 18 نوفمبر 2020 ضد آيسلندا – 29 مارس 2022 ضد ساحل العاج
أكثر عدد هزائم متتالية
3، حدث ذلك في سبع مناسبات، آخرها من 11 يوليو 2018 ضد كرواتيا – 8 سبتمبر 2018 ضد إسبانيا
أكثر عدد مباريات متتالية بدون فوز
7، من 11 مايو 1958 ضد يوغوسلافيا – 4 أكتوبر 1958 ضد أيرلندا
أكثر عدد تعادلات متتالية
4، حدث ذلك في ثلاث مناسبات، آخرها من 7 يونيو 1989 ضد الدنمارك – 15 نوفمبر 1989 ضد إيطاليا
أكثر عدد مباريات متتالية بدون تعادل
21، من 16 مايو 1936 ضد النمسا – 15 أبريل 1939 ضد إسكتلندا
أكثر عدد مباريات متتالية سجل فيها الفريق
52، من 17 مارس 1884 ضد ويلز – 30 مارس 1901 ضد إسكتلندا
أكثر عدد مباريات متتالية دون تسجيل أهداف
4، من 29 أبريل 1981 ضد رومانيا – 23 مايو 1981 ضد إسكتلندا
أكثر عدد مباريات متتالية استقبل فيها الفريق هدفًا
13، من 6 مايو 1959 ضد إيطاليا – 8 أكتوبر 1960 ضد أيرلندا الشمالية
أكثر عدد مباريات متتالية دون استقبال أهداف
7، من 2 يونيو 2021 ضد النمسا – 3 يوليو 2021 ضد أوكرانيا

## متفرقات
أول لاعب بديل
جيمي مولين (بدلاً من جاكي ميلبورن)، 18 مايو 1950، 4–1 ضد بلجيكا
اللاعبون الذين ظهروا قبل وبعد الحرب العالمية الثانية
ريتش كارتر، تومي لاوتون، ستانلي ماثيوس
النادي الذي زوّد أكبر عدد من اللاعبين في مباراة واحدة
التشكيلة الأساسية – آرسنال، 7، 14 نوفمبر 1934 ضد إيطاليا
بما في ذلك البدلاء – مانشستر يونايتد، 7، 28 مارس 2001 ضد ألبانيا
في بطولة كبرى – ليفربول، 6، 19 يونيو 2014 ضد الأوروغواي
النادي الذي زوّد أكبر عدد من اللاعبين في تشكيلة بطولة كبرى
ليفربول، 6، بطولة أمم أوروبا 1980، بطولة أمم أوروبا 2012، كأس العالم 2014
آخر لاعب هاوٍ ظهر
برنارد جوي، 9 مايو 1936، 2–3 ضد بلجيكا
أكبر عدد من المباريات المتتالية بدون استقبال أهداف
غوردون بانكس، 7، 26 يونيو 1966 – 23 يوليو 1966
جوردان بيكفورد، 7، 18 نوفمبر 2020 – 3 يوليو 2021
أكثر حارس مرمى تصديًا لركلات الجزاء
رون سبرنغيت، 2، ضد جيمي مكيلوري من أيرلندا الشمالية، 18 نوفمبر 1959 وضد أوسكار مونتالفو من البيرو، 20 مايو 1962
أكثر حارس مرمى تصديًا لركلات الجزاء في ركلات الترجيح
جوردان بيكفورد، 5، ضد كارلوس باكا من كولومبيا، 3 يوليو 2018؛ يوسيب درميتش من سويسرا، 9 يونيو 2019؛ أندريا بيلوتي وجورجينهو من إيطاليا، 11 يوليو 2021؛ مانويل أكانجي من سويسرا، 6 يوليو 2024
أكثر لاعب أضاع ركلات جزاء
هاري كين، 4
ثنائيات من أب وابن لعبوا للمنتخب للمنتخب
جورج إيستام (مباراة دولية واحدة، 1935) وجورج إيستام (19 مباراة دولية، 1963–1966)
برايان كلوف (مباراتان دوليتان، 1959) ونايجل كلوف (14 مباراة دولية، 1989–1993)
فرانك لامبارد (مباراتان دوليتان، 1972–1980) وفرانك لامبارد (106 مباريات دولية، 1999–2014)
إيان رايت (33 مباراة دولية، 1991–1998) وشون رايت فيليبس (36 مباراة دولية، 2004–2010)
مارك شامبرلين (8 مباريات دولية، 1982–1984) وأليكس أوكسليد-تشامبرلين (35 مباراة دولية، 2012–2019)
جد وحفيد كلاهما لعبا للمنتخب
بيل جونز، (مباراتان دوليتان، 1950) وروب جونز (8 مباريات دولية، 1992–1995)
جد الجد وحفيد الحفيد كلاهما لعبا للمنتخب
بيلي غاراتي، (1 مباراة، 1903) وجاك غريليش، (24 مباراة، 2020–)
أكثر الأندية تمثيلاً من قبل لاعب واحد في مسيرته مع إنجلترا
بيتر شيلتون، 5، ليستر سيتي، ستوك سيتي، نوتينغهام فورست، ساوثهامبتون وديربي كاونتي، 25 نوفمبر 1970 – 7 يوليو 1990
داف واتسون، 5، سندرلاند، مانشستر سيتي، فيردر بريمن، ساوثهامبتون وستوك سيتي، 3 أبريل 1974 – 2 يونيو 1982
ديفيد بلات، 5، أستون فيلا، باري، يوفنتوس، سامبدوريا وآرسنال، 15 نوفمبر 1989 – 26 يونيو 1996
ديفيد جيمس، 5، ليفربول، أستون فيلا، وست هام يونايتد، مانشستر سيتي وبورتسموث، 29 مارس 1997 – 27 يونيو 2010
إيميل هيسكي، 5، ليستر سيتي، ليفربول، برمنغهام سيتي، ويغان أثلتيك وأستون فيلا، 28 أبريل 1999 – 27 يونيو 2010
سكوت باركر، 5، تشارلتون أثلتيك، تشيلسي، نيوكاسل يونايتد، وست هام يونايتد وتوتنهام، 16 نوفمبر 2003 – 22 مارس 2013
لاعبو إنجلترا الذين أصبحوا مدربين/رؤساء فرق لاحقاً
ألف رامسي، 32 مباراة كلاعب، 1948–1953، 113 مباراة كمدرب، 1963–1974
جو ميرسر، 5 مباريات كلاعب، 1938–1939، 7 مباريات كمدرب، 1974
دون ريفي، 6 مباريات كلاعب، 1954–1956، 29 مباراة كمدرب، 1974–1977
بوبي روبسون، 20 مباراة كلاعب، 1957–1962، 95 مباراة كمدرب، 1982–1990
تيري فينابلز، 2 مباراة كلاعب، 1964، 23 مباراة كمدرب، 1994–1996
غلين هودل، 53 مباراة كلاعب، 1979–1988، 28 مباراة كمدرب، 1996–1999
كيفن كيغان، 63 مباراة كلاعب، 1972–1982، 18 مباراة كمدرب، 1999–2000
بيتر تايلور، 4 مباريات كلاعب، 1976، مباراة واحدة كمدرب، 2000
ستيوارت بيرس، 78 مباراة كلاعب، 1987–1999، مباراة واحدة كمدرب، 2012
غاريث ساوثغيت، 57 مباراة كلاعب، 1995–2004، 102 مباراة كمدرب، 2016–2024